# HNoMS A-4
| HNoMS A-4                                                               | HNoMS A-4                                                                             | HNoMS A-4                                                                             |
| ----------------------------------------------------------------------- | ------------------------------------------------------------------------------------- | ------------------------------------------------------------------------------------- |
|                                                                         |                                                                                       |                                                                                       |
|                                                                         |                                                                                       |                                                                                       |
| Норвезький підводний човен A-4. 7 липня 1914                            |                                                                                       |                                                                                       |
| Під прапором                                                            | Військово-морські сили Норвегії                                                       | Військово-морські сили Норвегії                                                       |
| Закладений                                                              | 30 березня 1912                                                                       | 30 березня 1912                                                                       |
| Спуск на воду                                                           | 15 березня 1913                                                                       | 15 березня 1913                                                                       |
| Введений до складу флоту                                                | 30 травня 1914                                                                        | 30 травня 1914                                                                        |
| Сучасний статус                                                         | у ніч з 15 на 16 квітня 1940 року затоплений екіпажем поблизу Тенсберга в Осло-фіорді | у ніч з 15 на 16 квітня 1940 року затоплений екіпажем поблизу Тенсберга в Осло-фіорді |
| Бойовий досвід                                                          | Друга світова війна Норвезька кампанія                                                | Друга світова війна Норвезька кампанія                                                |
| Проєкт                                                                  |                                                                                       |                                                                                       |
| Тип ПЧ                                                                  | Торпедний ДПЧ                                                                         | Торпедний ДПЧ                                                                         |
| Розробник проєкту                                                       | Germaniawerft, Кіль                                                                   | Germaniawerft, Кіль                                                                   |
| Головний конструктор                                                    | Ганс Техель                                                                           | Ганс Техель                                                                           |
| Основні характеристики                                                  |                                                                                       |                                                                                       |
| Швидкість (надводна)                                                    | 14,2 вузлів (26,3 км/год)                                                             | 14,2 вузлів (26,3 км/год)                                                             |
| Швидкість (підводна)                                                    | 9 вузлів (17 км/год)                                                                  | 9 вузлів (17 км/год)                                                                  |
| Робоча глибина занурення                                                | 50 м                                                                                  | 50 м                                                                                  |
| Автономність плавання                                                   | 1600 миль (3000 км) у надводному положенні 100 миль (190 км) у підводному положенні   | 1600 миль (3000 км) у надводному положенні 100 миль (190 км) у підводному положенні   |
| Екіпаж                                                                  | 16 осіб                                                                               | 16 осіб                                                                               |
| Розміри                                                                 |                                                                                       |                                                                                       |
| Довжина найбільша (по КВЛ)                                              | 46,7 м                                                                                | 46,7 м                                                                                |
| Ширина корпусу найб.                                                    | 4,8 м                                                                                 | 4,8 м                                                                                 |
| Середня осадка (по КВЛ)                                                 | 2,7 м                                                                                 | 2,7 м                                                                                 |
| Водотоннажність надводна                                                | 270 т                                                                                 | 270 т                                                                                 |
| Силова установка                                                        |                                                                                       |                                                                                       |
| дизель-електрична; 2 × дизельних двигуни Germania 2 х електромотори SSW |                                                                                       |                                                                                       |
| Гвинти                                                                  | 2                                                                                     | 2                                                                                     |
| Потужність                                                              | 2 × 350 к.с. (дизелі) 2 × 190 к.с. (електродвигуни)                                   | 2 × 350 к.с. (дизелі) 2 × 190 к.с. (електродвигуни)                                   |
| Озброєння                                                               |                                                                                       |                                                                                       |
| Торпедно- мінне озброєння                                               | 2 носових та 1 кормовий ТА калібру 457-мм (5 торпед)                                  | 2 носових та 1 кормовий ТА калібру 457-мм (5 торпед)                                  |
| ППО                                                                     | 1 × 76-мм гармата                                                                     | 1 × 76-мм гармата                                                                     |

«A-4» (норв. KNM A-4) — норвезький підводний човен типу «A», що перебував у складі Королівського військово-морського флоту Норвегії у роки Першої та Другої світових війн.
A-4 був закладений 30 березня 1912 року на верфі німецької компанії Germaniawerft у Кілі на замовлення норвезького уряду. 15 березня 1913 року він був спущений на воду, а 30 травня 1914 року увійшов до складу Королівського військово-морського флоту Норвегії.

## Історія служби
На початку 1914 року, по завершенню будівництва, А-4 у супроводі однотипних А-2 і А-3 відплив з Кіля до Норвегії, прибувши на базу в Гортен.
На початок Другої світової війни човен вже був застарілим. На момент вторгнення Німеччини в Норвегію А-4 разом із А-2 і А-3 входили до складу 1-ї ескадри підводних човнів, що базувалася в Гортені. Корабель був затоплений в ніч з 15 на 16 квітня 1940 року поблизу Тенсберга в Осло-фіорді.